# Труд Земледельца
Труд Земледе́льца — хутор в Курском районе (муниципальном округе) Ставропольского края России.
До 16 марта 2020 года входил в состав сельского поселения Ростовановский сельсовет.

## География
Расстояние до краевого центра: 212 км.
Расстояние до районного центра: 29 км.

## Население
| 1989 | 2002 | 2010 | 2021 |
| ---- | ---- | ---- | ---- |
| 46   | ↗112 | ↗130 | ↗140 |

По данным переписи 2002 года 95 % населения — турки.